# Francisco Badaró
Francisco Badaró es un municipio brasileño del estado de Minas Gerais. Su población estimada en 2004 era de 10.349 habitantes.

## Carreteras
- MG-114

## Administración
- Prefecto: José Juán de Figueiró Oliveira (2005/2008)
- Viceprefecto:
- Presidente de la cámara: (2007/2008)